# ふじ (リンゴ)
‘ふじ’（英: ‘Fuji’）は、日本および世界で最も多く生産されているリンゴ（セイヨウリンゴ）の栽培品種である。日本の農林省園芸試験場（現農研機構果樹研究所）において1939年に‘国光’と‘レッドデリシャス’を交配して作出され、1962年に品種登録された。‘ふじ’の名は、育成地である青森県藤崎町、富士山、および女優の山本富士子に由来する。果実は、袋かけをしておいて収穫前１か月ほどだけ光に当てると鮮やかに赤くなり、ずっと袋かけをしない（「サンふじ」ともよばれる）と着色にむらが出やすいが、糖度が高くなる。果肉は歯ごたえがよく、果汁が多く、甘味が強く食味に優れる。収穫期は遅く、日本では10月末から11月中旬。貯蔵性が極めてよく、貯蔵技術の発展とともに日本におけるリンゴの周年供給を可能にしている。

## 特徴

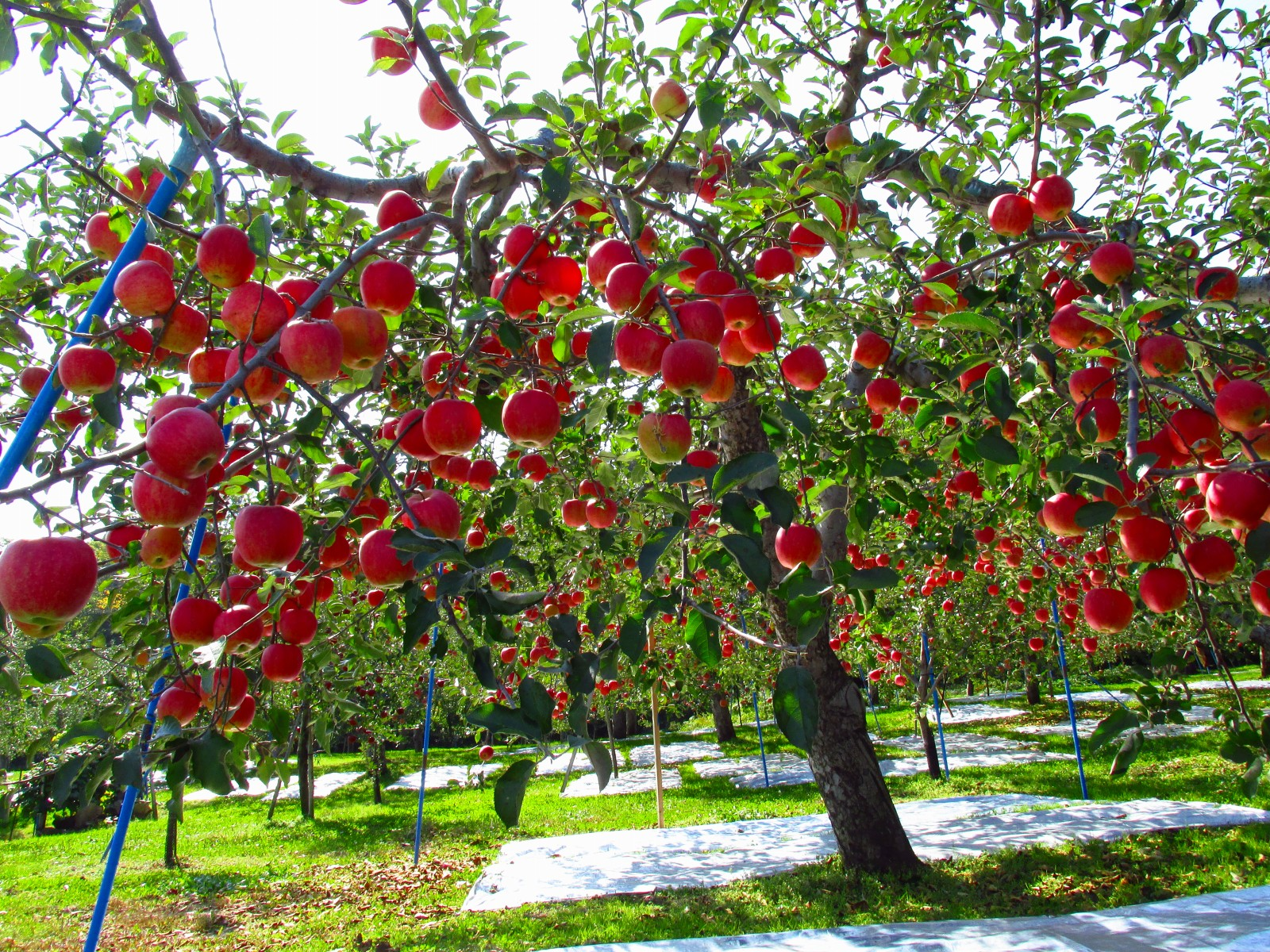
2. ‘ふじ’の果樹

樹姿は開張性（図2）、樹勢が強く生育旺盛、豊産性であるが、隔年結果性がやや強い。自家不和合性に関わるS遺伝子型はS1S9である。早期落果や後期落果は少ない。こうあ部（果柄がつながる部分のくぼみ）の裂果が起こることがある。斑点落葉病に対しては中程度の抵抗性を示す。他のリンゴ品種と同様、黒星病やうどん粉病など病害やアブラムシなど虫害にかかりやすい。
‘ふじ’は、幼果時から着色が始まる頃（およそ収穫1か月前）までの間に果実に袋をかけて栽培するもの（有袋栽培）と、袋をかけずに栽培するもの（無袋栽培）があり、前者は狭義の「ふじ」、後者は「サンふじ」とよばれることがあるが、品種としては同一である（下図3）。袋がかけられた果実はクロロフィル合成が抑制されるため、その後に光に晒された際のアントシアニンによる着色が鮮明になる。有袋栽培の方が果皮が薄くなり、また保存性がよい。無袋栽培は着色の点では有袋栽培に劣るが（下図3b）、糖度がより高くなる傾向があり、また蜜（葉から送られてきたソルビトールが他の糖に変換されずに蓄積したもの）が入りやすい（下図3c）。また、‘ふじ’などの赤色系リンゴでは、色付きをよくするために、ふつう周囲の葉を摘み取って（葉摘み）光がよく当たるようにする。‘ふじ’では、省力化のため葉摘みをなるべく行わず（そのため色むらはより生じる）、多くの光合成産物が果実に蓄積するようにした栽培が行われることがあり、その果実は「葉とらずサンふじ」などとよばれる。‘ふじ’は晩生品種であり、日本における収穫適期は10月末から11月中旬である。
‘ふじ’の果実は円形からやや長円形、重さは300グラムほどである。有袋栽培の場合の果皮は鮮やかな紅色になるが、無袋栽培（サンふじ）の場合は一般的に黄緑色の地に縞状に赤くなる（上図3）。また、収穫まで袋かけをしたままにして果皮が淡いクリーム色になるものもあり、「ムーンふじ」とよばれる。果肉は黄白色で硬く（上図3c）、肉質はやや粗めでシャキシャキしており、果汁が極めて多い。糖度は14–16%、酸度は0.3–0.5%、甘みが強いが酸味とのバランスがよく、食味に優れる。成熟すると蜜が入りやすい（上図3c）。果実の貯蔵性に極めて優れるため、11月から翌年の8月まで販売され、リンゴの周年供給に重要な役割を担っている。
2018年、JAつがる弘前より、リンゴの生鮮食品としての機能性表示届出は第一例目となる、リンゴ由来ポリフェノールであるプロシア二ジンを関与成分とした「プライムアップル！（ふじ）」が販売された。内臓脂肪を減らす効果が期待されている。

## 生産

### 日本
‘ふじ’が登録された1962年（昭和37年）当時、日本におけるリンゴの主要品種は‘国光’や‘紅玉’であり、品種更新は積極的には行われていなかった。しかし翌1963年（昭和38年）、バナナが輸入自由化され、他の果実が豊作であったこと、高度経済成長で豊かになりグルメ嗜好が高まった国民の嗜好に対して当時多かったリンゴの品種が合致していなかったことなどから、リンゴの価格が暴落した。そのため農家が山や川にリンゴを放棄することも起こり、「山川市場（やまかわしじょう）」とよばれた。
このためリンゴの品種更新が急速に進み、当初はデリシャス系が主力となったが、やがて1981年（昭和57年）に‘ふじ’がデリシャス系を抜いて日本で生産量が最も多い品種となった。以降‘ふじ’はその座を維持しており、2023年の日本における‘ふじ’の生産量は306,900トンであり、リンゴ全体（603,800トン）の約51%を占めている。‘ふじ’生産量が多い県は、青森県（181,400トン）、長野県（57,300トン）、山形県（17,400トン）、岩手県（15,300トン）、福島県（13,700）、秋田県（10,700トン）であった。

### 世界
‘ふじ’は日本国外でも多く生産されている。特に世界のリンゴ生産の約半分を占める中国では、品種別では‘ふじ’が最も多く、その比率は2015年には66％、2022年にも約70%であったと推定されている。そのため、‘ふじ’は世界で最も生産量が多いリンゴ品種であり、2015年時点で世界のリンゴ総生産量8,200万トンに対して、‘ふじ’の生産量は3,540万トン（全体の約34%）と推定されている。

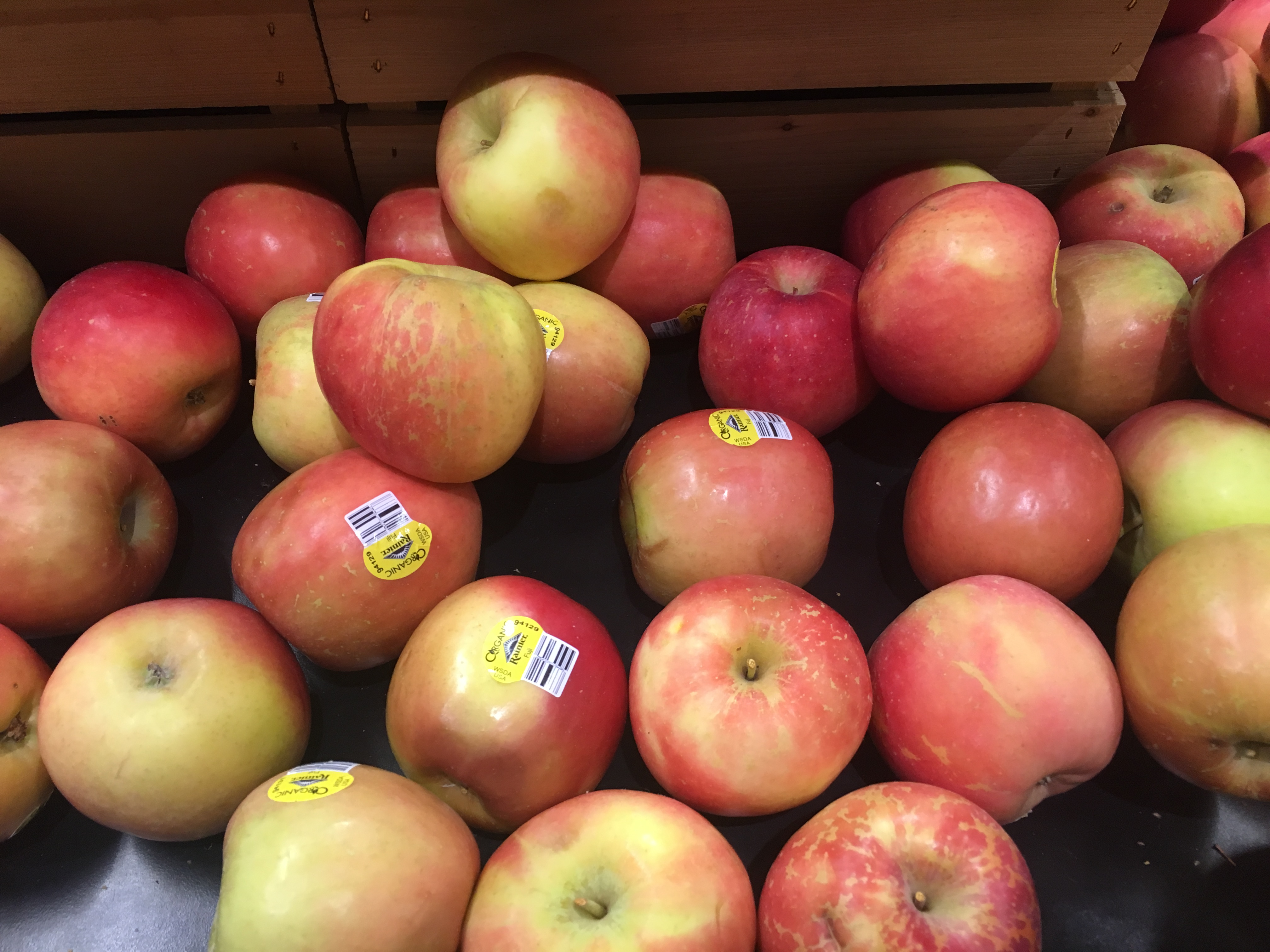
4. 米国市場の‘ふじ’

アメリカ合衆国では、‘ふじ’は1980年代に市場に参入し、それ以降栽培されて大きな需要を得ている（図4）。2022–2023年には、‘ふじ’の生産量は‘ガラ’、‘レッドデリシャス’、‘ハニークリスプ’に次いで第4位（24,321,992ブッシェル、全体の9.9%）となっている。ヨーロッパでは、2022–2023年における‘ふじ’の生産量は17,531,978ブッシェル、全生産量の2.8%、品種別で第10位であった。

## 歴史
1939年（昭和14年）、青森県南津軽郡藤崎町にあった農林省の園芸試験場東北支場（現 農研機構果樹研究所）において、優良品種育成のためいずれも米国産の品種である‘国光’（英名は‘Ralls Janet’）を種子親、‘レッドデリシャス’を花粉親とした交配が行われた。この結果形成された2,004粒の種子から787個体の実生（このうち結実は596個体）が得られ、そこからのちに‘ふじ’となる個体（個体番号は「ロ-628」）などが選抜された。この個体は戦中戦後の混乱を生き抜いて1951年（昭和26年）ごろに初めて果実をつけ、その優秀性が認められ、1958年（昭和33年）に「東北7号」として公表されるとともに、各県試験場に穂木が配布され、さまざまな環境での性質が調査された。その後1962年（昭和37年）に全国リンゴ協議会名称選考会において‘ふじ’と命名され、また「リンゴ農林1号」として登録された。
上記のように、‘ふじ’は日本のみならず世界で最も多く生産されるリンゴ品種となっており、2014年（平成26年）に公益財団法人発明協会が選定した「戦後日本のイノベーション100選」の1つに選出されている。

### 原木
‘ふじ’は農林省園芸試験場東北支場があった青森県藤崎町で育成されたが、その後、試験場が東北農業試験場園芸部として岩手県盛岡市に移転するに伴い、この原木（個体番号「ロ-628」）も1961年に青森県藤崎町から岩手県盛岡市に移植された。リンゴの品種は種子で増やすことができない（親の特徴がそのまま受け継がれない）ため、枝を接ぎ木して増やす。そのため、現在世界中で最も多く栽培されているリンゴである‘ふじ’のすべての木は、この原木のクローンである。原木は高齢であるため、負担をかけないように果実をならせないように管理されている。
原木の枝を直接接いだ木は準原木とよばれ、弘前市のりんご公園や藤崎町のふじ原木公園などに存在する。

### 名称
‘ふじ’の名は、育成地である青森県藤崎（ふじさき）と、富士山にちなむ。また、当時の人気女優である山本富士子にもちなんでいるとされる。
中国語では「富士」や「富士苹果」、英語では「Fuji」と表記される。

## 派生品種

### 枝変わり
リンゴは接ぎ木によって増やすため、同じ品種は遺伝的に同一なクローンであるが、まれに分裂組織に突然変異が起こって枝など木の一部が他と異なる性質を示すことがあり、「枝変わり」とよばれる。‘ふじ’の枝変わりに由来する品種には、以下のようなものがある。
‘ふじ’の枝変わり品種の中で、典型的な‘ふじ’よりも早く成熟するものは「早生ふじ」や「早生系ふじ」と総称される。「早生ふじ」には、‘ひろさきふじ’、‘昴林’、‘涼香の季節’、‘やたか’、‘ほのか’、‘出羽ふじ’、‘相伝ふじ’などがある。これらの品種の、さらなる枝変わりに由来する品種も存在し、‘紅将軍’、‘ひろの香り’などがある。
果実の着色性が良い‘ふじ’の枝変わり品種（およびそれらのさらなる枝変わり品種）も多く、‘コスモふじ’、‘こまちふじ’、‘みしまふじ’（秋ふ47）、‘ふじロイヤル’、‘峰村ふじ’、‘2001年’、‘宮美ふじ’、‘新富’（本沢ふじ）、‘長ふ2号’、‘長ふ6号’、‘長ふ12号’、‘らくらくふじ’、‘みやまふじ’、‘ブラック三島ふじ’、‘ふじいち’、‘駒ふじ’、‘ふじDX’、‘ふじロイヤル21’、‘ふじチャンピオン’、‘レッドセブン’、‘未来ふじ’、‘たかねふじ’、‘金一郎ふじ’、‘ハイランドふじ’、‘極ふじ’、‘寿ふじ’、‘新生ふじ’、‘パインアップル’、‘紅ほまれ’、‘紅しぐれ’、‘天下ふじ’、Kiku Fuji (‘Brak’) などがある。
また、果実が黄色系になる‘ふじ’の枝変わり由来の品種も存在し、‘ゴールドファーム’、‘黄金ふじ’、‘白ふじ’などが知られている。
そのほかに、短果枝型の‘セイリンスパー’、四倍体の‘天星’などもある。

### 交配
‘ふじ’を交配親とする新品種の開発も盛んに行われている。‘ふじ’を種子親とするものとして‘あいかの香り’（花粉親は不明）、‘アルプス乙女’（花粉親はヒメリンゴ）、‘黄秋’（花粉親は‘金星’）、‘きたろう’（花粉親は‘はつあき’）、‘きみと’（花粉親は‘東光’）、‘こうたろう’（花粉親は‘はつあき’）、‘シナノスイート’（花粉親は‘つがる’）、‘春名21’（花粉親は‘レイ8’）、‘新世界’（花粉親は‘あかぎ’）、‘スリムレッド’（花粉親は‘あかぎ’）、‘美丘’（花粉親は‘王林’と‘青り4号’（世界一）の混合花粉）、‘ローズパール’（花粉親は‘ピンクパール’）などがある。一方、‘ふじ’を花粉親とするものとして‘アキタゴールド’（種子親は‘ゴールデンデリシャス’）、‘安祈世’（種子親は‘千秋’）、‘きざし’（種子親は‘ガラ’）、‘ぐんま名月’（‘名月’; 種子親は‘あかぎ’）、‘こうこう’（種子親は‘弘大1号’）、‘清明’（種子親は‘ゴールデンデリシャス’）、‘青林’（種子親は‘レッドゴールド’）、‘千秋’（種子親は‘東光’）、‘トキ’（種子親は‘王林’）、‘めんこい姫’（種子親は‘ラリタン’）などがある。